# 曹州府
曹州府，清朝设置的府。

曹州府在山东省的位置（1820年）

雍正十三年（1735年）升曹州置，治所在菏泽县（即今山东省菏泽市），属山东省。辖境约当今河南省范县，山东省鄆城、巨野、单县、鄄城、菏泽、定陶、曹县、成武等地。同治四年（1865年），赖文光领导的捻军大破清军，杀清帅僧格林沁于此。光绪二十三年（1897年）又在此爆发曹州教案。1913年废。
曹州府考评： 繁，疲，難。隸兗沂曹濟道。總兵駐。初沿明制，為兗州府屬州。雍正二年升曹州直隸州，仍領縣二。八年，鉅野縣、嘉祥縣自兗州府割隸。十三年為府，置附郭。降濮州直隸州並所領縣三范縣、觀城縣、朝城縣，又割兗州府之單縣、城武縣、鄆城縣來屬；而嘉祥縣還舊隸。領州一，縣十：菏澤縣、鉅野縣、單縣、城武縣、鄆城縣、曹縣、定陶縣、范縣、觀城縣、朝城縣、濮州。
辛亥革命后，全国废府州厅改县，府废。